# دبابة كروسيدر
دبابة كروسيدر (بالإنجليزية: Crusader tank)‏ دبابة بريطانية شاركت في الحرب العالمية الثانية، صممت عام 1939-1940 ودخلت مرحلة الإنتاج عام 1940، استمر إنتاجها حتى العام 1943، إجمالي ما أنتج منها هو 5,300 دبابة، وعلى الرغم من ذلك فإن القوات البريطانية قررت الاستعاضة عنها بالدبابات الأمريكية بسبب ضعف دروع دبابة كروسيدر، تزن دبابة كروسيدر نحو 19 طنا وسلحت بمدفع مضاد للدروغ عيار 40 ملم للفئتين مارك-1 ومارك-2 فيما زودت مارك-3 بمدفع عيار 57ملم، جهزت الدبابات بمحرك بقوة 340 حصان وتبلغ السرعة القصوى لدبابة كروسيدر 42 كيلومتر بالساعة.